# Lund University Cognitive Science
Lund University Cognitive Science, LUCS, är Sveriges största forskargrupp för kognitionsvetenskap på Lunds universitet. Gruppen leds av Professor Peter Gärdenfors och är belägen i Kungshuset, den gamla universitetsbyggnaden i Lundagårdsparken. Forskning bedrivs främst i kognitionsvetenskap.

## Historia
Avdelningen startade 1988 , då Peter Gärdenfors blev den förste professorn i kognitionsvetenskap i Sverige. Eftersom han då var docent vid filosofiska institutionen förlades verksamheten till denna institution. 1989 inrättades också en forskarutbildning. 1991 lade Agneta Gulz fram den första doktorsavhandlingen vid avdelningen. Detta var också den första disputationen i världen i kognitionsvetenskap (utan under- eller sido-ordning till någon mer traditionell disciplin som psykologi, lingvistik, datavetenskap, etc.).

## Forskning
Under de första åren var forskningen teoretiskt dominerad, men innefattade även datasimuleringar och försöksverksamhet med robotar. Senare har den experimentella verksamheten vuxit och det pågår numera empirisk forskning med psykologisk, lingvistisk och pedagogisk anknytning och inom informationsdesign. Huvudområden för forskningen är begreppsbildning, kognitiv modellering och robotik, uppmärksamhet, minnesforskning, samspelet mellan språk och kognition, lärande och avancerad digital teknologi, beslutsfattande, primaters kognition samt kognitionens evolution. På avdelningen pågår även forskning med hjälp av ögonrörelsemätare. Denna gren har delvis knoppats av genom att ögonrörelselabbet flyttats till Humanistlabbet vid Språk- och litteraturcentrum.